# 罗伯托·西耶拉
罗伯托·西耶拉（西班牙語：Roberto Sierra，1953年10月9日—），波多黎各作曲家。

## 生平
生于下维加，曾在欧洲学习音乐，师从著名作曲家利盖蒂。20世纪80年代起，其作品开始引起美国本土和欧洲音乐界的注意，得到很多乐团的委约。他在美国康奈尔大学教授作曲。

## 音乐
西耶拉的创作有鲜明的拉丁美洲特色，强烈的色彩和节奏感、吉他在作品中的显著地位，都与大多数西班牙及拉美大作曲家们一脉相承，但也富有现代色彩以及个人风格。他的作品体裁十分广泛，涉及传统古典音乐的多个主流形式。